# Reto Badrutt
Reto Badrutt (* 10. Juli 1908; † April 1974 in Arosa) war ein Schweizer Skispringer.

## Werdegang
Badrutt war 1932 der Erste, der auf der Olympiaschanze in St. Moritz über 70 Meter sprang. Später startete er bei der Nordischen Skiweltmeisterschaft 1935 in Vysoké Tatry und erreichte mit Sprüngen auf 48,5 und 51,5 Meter den 20. Platz. Bei den folgenden Olympischen Winterspielen 1936 in Garmisch-Partenkirchen landete er mit Sprüngen auf 64,5 und 65 Meter auf dem 34. Platz.